# Mussa (España)
Mussa (oficialmente y en catalán Músser) es una entidad de población española del municipio de Lles, perteneciente a la provincia de Lérida, en la comunidad autónoma de Cataluña.

## Toponimia
El lugar puede aparecer referido como «Mussa» y «Musa».

## Historia
Hacia mediados del siglo XIX, el lugar, por entonces con ayuntamiento propio, tenía contabilizada una población de 75 habitantes. Aparece descrito en el undécimo volumen del Diccionario geográfico-estadístico-histórico de España y sus posesiones de Ultramar de Pascual Madoz con las siguientes palabras:

MUSA: l. con ayunt. en la prov. de Lérida (24 leg.), part. jud. y dióc. de Seo de Urgel (4), aud. terr. de Barcelona (23) y c. g. de Cataluña: sit en un llano á la bajada de su pequeño monte y el de Aransa, en cuyo parage lo dominan todos los vientos, y su clima es frio, pero sano. Tiene 23 casas y una igl. aneja de la de la parr. de Llees, aunque servida por un vicario, y un cementerio cerca de ella. Confina el térm. por N. con el de Aransa; E. el de Llés y Traveseras; S. el r. Segre, y O. con térm. de Aristol. Dentro del térm. y á 1/2 hora del pueblo, se encuentra una casa llamada Sobeix, que aunque enclavada en él, tiene el suyo independiente y paga las contribuciones por separado. El terreno es de mediana calidad, y abraza una pequeña montaña con pinos y pastos. Dirigen los caminos á los pueblos circunvecinos y uno de ellos á la cab. del part. de donde recibe la correspondencia por espreso. prod.: trigo, patatas y legumbres; cria ganado lanar, cabrío, vacuno y de cerca, y caza de liebres, conejos y perdices. pobl.: 13 vec., 75 almas. cap. imp.: 24,543 rs. contr.: el 14 por 100 de esta riqueza.
(Madoz, 1848, p. 784)

En la actualidad, pertenece al municipio de Lles. En 2023, la entidad singular de población tenía empadronados 52 habitantes y el núcleo de población, 44.

## Patrimonio

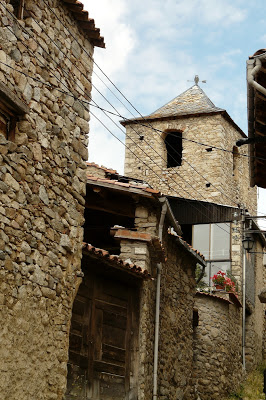
Vista de la iglesia de San Fructuoso

Hay en el lugar una iglesia de San Fructuoso.